# Challenger Bolivia 2024
Il Challenger Bolivia 2024 è stato un torneo maschile tennis professionistico. È stata la 4ª edizione del torneo, facente parte della categoria Challenger 75 nell'ambito dell'ATP Challenger Tour 2024, con un montepremi di 80 000 $. Si è giocato dal 4 al 10 marzo 2024 sui campi in terra rossa del Las Palmas Country Club di Santa Cruz de la Sierra, in Bolivia.

## Partecipanti

### Teste di serie
| Nazionalità | Giocatore               | Ranking* | Testa di serie |
| ----------- | ----------------------- | -------- | -------------- |
| Brasile     | Thiago Monteiro         | 102      | 1              |
| Argentina   | Francisco Comesaña      | 114      | 2              |
| Argentina   | Camilo Ugo Carabelli    | 127      | 3              |
| Bolivia     | Hugo Dellien            | 157      | 4              |
| Argentina   | Román Andrés Burruchaga | 159      | 5              |
| Argentina   | Juan Manuel Cerúndolo   | 161      | 6              |
| Argentina   | Genaro Alberto Olivieri | 174      | 7              |
| Italia      | Marco Cecchinato        | 198      | 8              |

* Ranking al 26 febbraio 2024.

### Altri partecipanti
I seguenti giocatori hanno ricevuto una wild card per il tabellone principale:
- Thiago Monteiro
- Juan Carlos Prado Ángelo
- Daniel Vallejo

Il seguente giocatore è entrato in tabellone con il ranking protetto:
- Paul Jubb

I seguenti giocatori sono passati dalle qualificazioni:
- Mariano Kestelboim
- Juan Bautista Torres
- Gonzalo Villanueva
- Guido Iván Justo
- Gabi Adrian Boitan
- Valerio Aboian

## Punti e montepremi
| Torneo    | Torneo              | V     | F     | SF    | QF    | 2T    | 1T  | Q | Q2  | Q1  |
| Singolare | Punti               | 75    | 44    | 22    | 12    | 6     | 0   | 4 | 2   | 0   |
| Singolare | Premi in denaro ($) | 9 880 | 5 820 | 3 450 | 2 000 | 1 165 | 720 | – | 360 | 185 |
| Doppio    | Punti               | 75    | 44    | 22    | 12    | –     | 0   | – | –   | –   |
| Doppio    | Premi in denaro ($) | 4 250 | 2 450 | 1 480 | 880   | –     | 500 | – | –   | –   |

## Campioni

### Singolare
Camilo Ugo Carabelli ha sconfitto in finale  Murkel Dellien con il punteggio di 6–4, 6–2.

### Doppio
Andrea Collarini /  Renzo Olivo hanno sconfitto in finale  Hugo Dellien /  Murkel Dellien con il punteggio di 6–4, 6–1.